# Адамс, Эндрю
Эндрю Лит Адамс (англ. Andrew Leith Adams; 21 марта 1827, Банхори, Мернс — 29 июля 1882, Ков, Манстер) — шотландский военный врач, натуралист и геолог. Собирал и описывал образцы птиц и млекопитающих, а также писал о своих путешествиях по Азии и Ближнему Востоку, где служил в разное время. Отец писателя Фрэнсиса Адамса.

## Биография
Адамс родился в семье хирурга Фрэнсиса Адамса (1796—1861) и Эспет Шоу. После ранней смерти матери воспитывался отцом в Банчори-Тернане. Вместе с отцом сыновья изучали естественную историю на берегах реки Ди и в горах Грампиан. Они собирали образцы птиц для семейного кабинета диковинок. В 1846 году он изучал медицину в Маришальском колледже Абердинского университета, где на него оказал влияние Уильям Макгилливрей. В 1848 году Адамс поступил на службу в качестве армейского врача, сначала в 94-й пехотный полк, но затем был переведён в 22-й пехотный полк в Индии. В 1849—1854 годах служил в Дагшае, Равалпинди и Пешаваре (в последнем — под командованием сэра Сиднея Коттона). Также служил в Кашмире, Египте, на Мальте (1861—1868), в Гибралтаре и Канаде. 26 октября 1859 года женился на Берте Джейн Гранди, которая впоследствии прославилась как писательница.
Свободное время он посвящал изучению естественной истории этих стран. Одним из первых исследовал внутренние районы Ладакха и написал об этом в книге «The Birds of Cashmere and Ladakh». Им был открыт желтоспинный снегирь (Pyrrhula aurantiaca), а также первое место гнездования буроголовых чаек на озерах Тибетского нагорья. В 1868 году, после двадцати лет службы в армии, был произведён в майоры.
После увольнения из армии в 1873 году Адамс был профессором естественной истории в Тринити-колледже (Дублин) и Куинс-колледже (Корк). Был избран членом Географического общества в 1870 году, членом Королевского общества Эдинбурга в 1872 году и членом Лондонского Королевского общества в 1873 году. Умер от лёгочного кровотечения 29 июля 1883 года на вилле Рашбрук (Корк).
Адамс отправил большинство своих образцов в Музей естественной истории Форт-Питта в Чатеме, основанный сэром Джеймсом Макгригором. Эти образцы были изучены другими зоологами, и его именем был назван Montifringilla adamsi из семейства воробьиных и в семействе соневых Leithia melitensis и Leithia cartei. В 1868 году Лит Адамс описал два вида из семейства соневых из пещеры Маклак как Myoxus melitensis и Myoxus cartei. Позже Ричард Лидеккер отнёс эти два вида к новому роду, названному Leithia в честь Лита Адамса в 1895 году.